# Resolució 561 del Consell de Seguretat de les Nacions Unides
La Resolució 561 del Consell de Seguretat de les Nacions Unides, aprovada el 17 d'abril de 1985 després de recordar les resolucions anteriors del Consell de Seguretat sobre el tema, així com l'estudi de l'informe del Secretari General de les Nacions Unides sobre la Força Provisional de les Nacions Unides al Líban (FPNUL) aprovada a la resolució 426 (1978), el Consell va decidir ampliar el mandat de la FPNUL durant sis mesos més fins al 19 d'octubre de 1985.
El Consell va reiterar el mandat de la Força i va demanar al Secretari General que informés sobre els progressos realitzats respecte a l'aplicació de les resolucions 425 (1978) i 426 (1978).
La resolució va ser aprovada per 13 vots a cap, amb dues abstencions de la República Socialista Soviètica d'Ucraïna i la Unió Soviètica.